# Стежаришу (Сибињ)
Стежаришу (рум. Stejărișu) насеље је у Румунији у округу Сибињ у општини Јакобени. Oпштина се налази на надморској висини од 495 m.

## Становништво
Према подацима из 2002. године у насељу је живело 478 становника.

### Попис2002.
| Расподела становништва по националности 2002.‍ | Расподела становништва по националности 2002.‍ | Расподела становништва по националности 2002.‍ | Расподела становништва по националности 2002.‍ | Расподела становништва по националности 2002.‍ |
| --------------------------------------------- | --------------------------------------------- | --------------------------------------------- | --------------------------------------------- | --------------------------------------------- |
|                                               |                                               |                                               |                                               |                                               |
| Румуни                                        | Румуни                                        |                                               | 442                                           | 92,5%                                         |
| Роми                                          | Роми                                          |                                               | 13                                            | 2,7%                                          |
| Немци                                         | Немци                                         |                                               | 23                                            | 4,8%                                          |